# Etiópida
A Etiópida (em grego: Ἀιθιοπίς) é um poema épico perdido do Ciclo Troiano relacionado com a Guerra de Troia, de autoria atribuída ao poeta Arctino de Mileto, composto provavelmente no século VII a.C.
O poema foi composto cronologicamente depois da Ilíada e Odisseia de Homero e narra o período imediatamente posterior a Ilíada. Graças a fragmentos e resumo de Proclo temos informações a respeito do argumento do poema.
O poema trata das ações após os funerais de Heitor. A chegada de novos aliados dos troianos, as amazonas e os etíopes; a rainha das amazonas Pentesileia é morta por Aquiles; Térsites zomba de Aquiles e é morto; Aquiles faz um sacrifício para purificar-se do assassínio de um aliado; Memnón, filho de Eos e da deusa Aurora, o etíope que dá nome ao poema, mata o filho de Nestor, Antíloco; Memnón é morto por Aquiles, Zeus a pedido da deusa Aurora faz Memnón imortal; Aquiles é morto por uma flecha lançada por Páris, dirigida pelo deus Apolo; os funerais de Aquiles e um grande jogo funerário; a disputa pelas armas de Aquiles.
Assim termina o poema segundo os fragmentos e o resumo de Proclo em sua Crestómatia, há dúvidas apenas a respeito do episódio da disputa das armas de Aquiles entre Odisseu e Ajax, O Grande, em que Odisseu vence e Ajax enlouquecido se suicida,  se o fato ocorre na Etiópida ou na Pequena Ilíada.